# Organismo incrustante

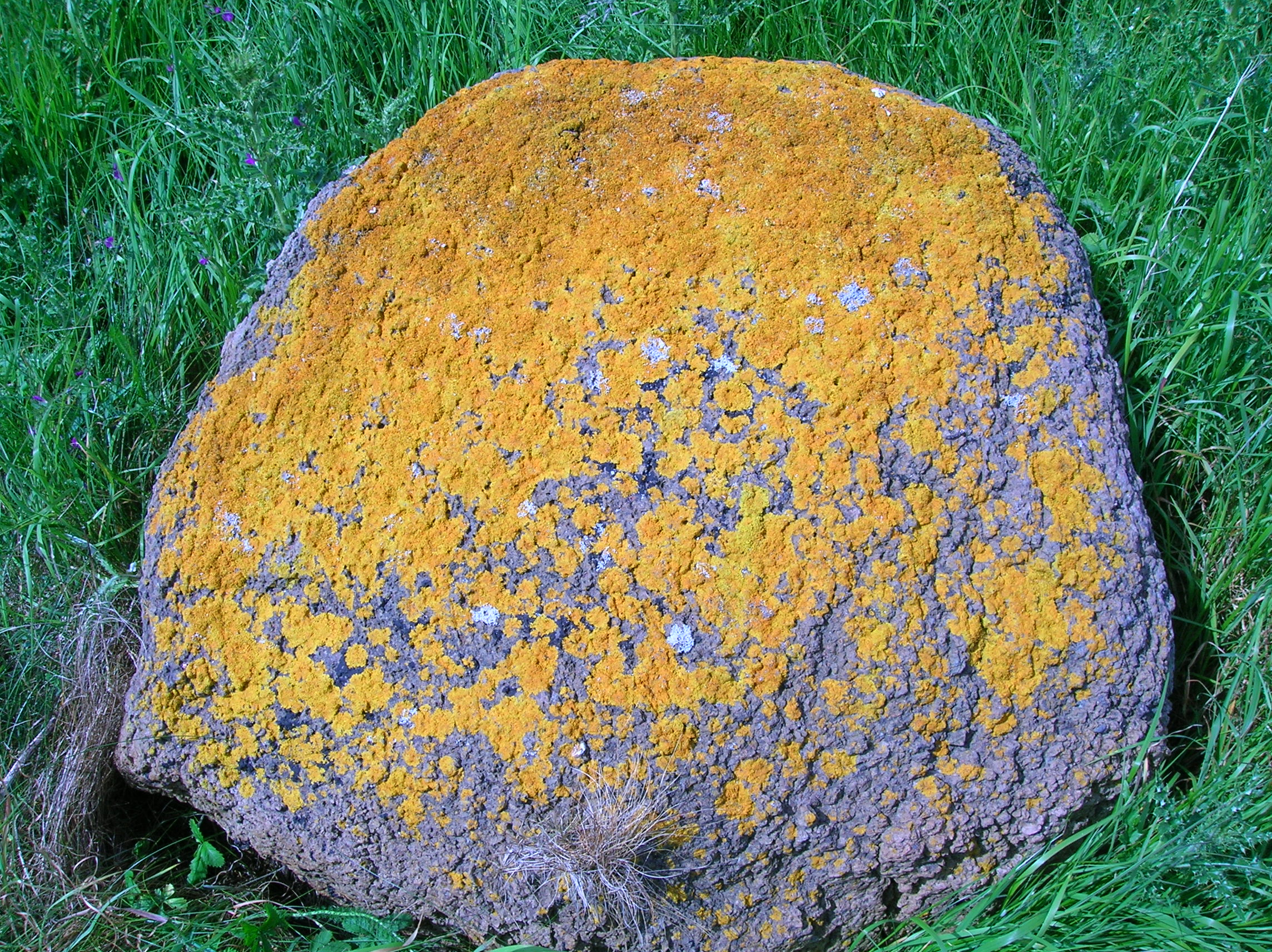
Um líquen crustoso, Caloplaca marina.

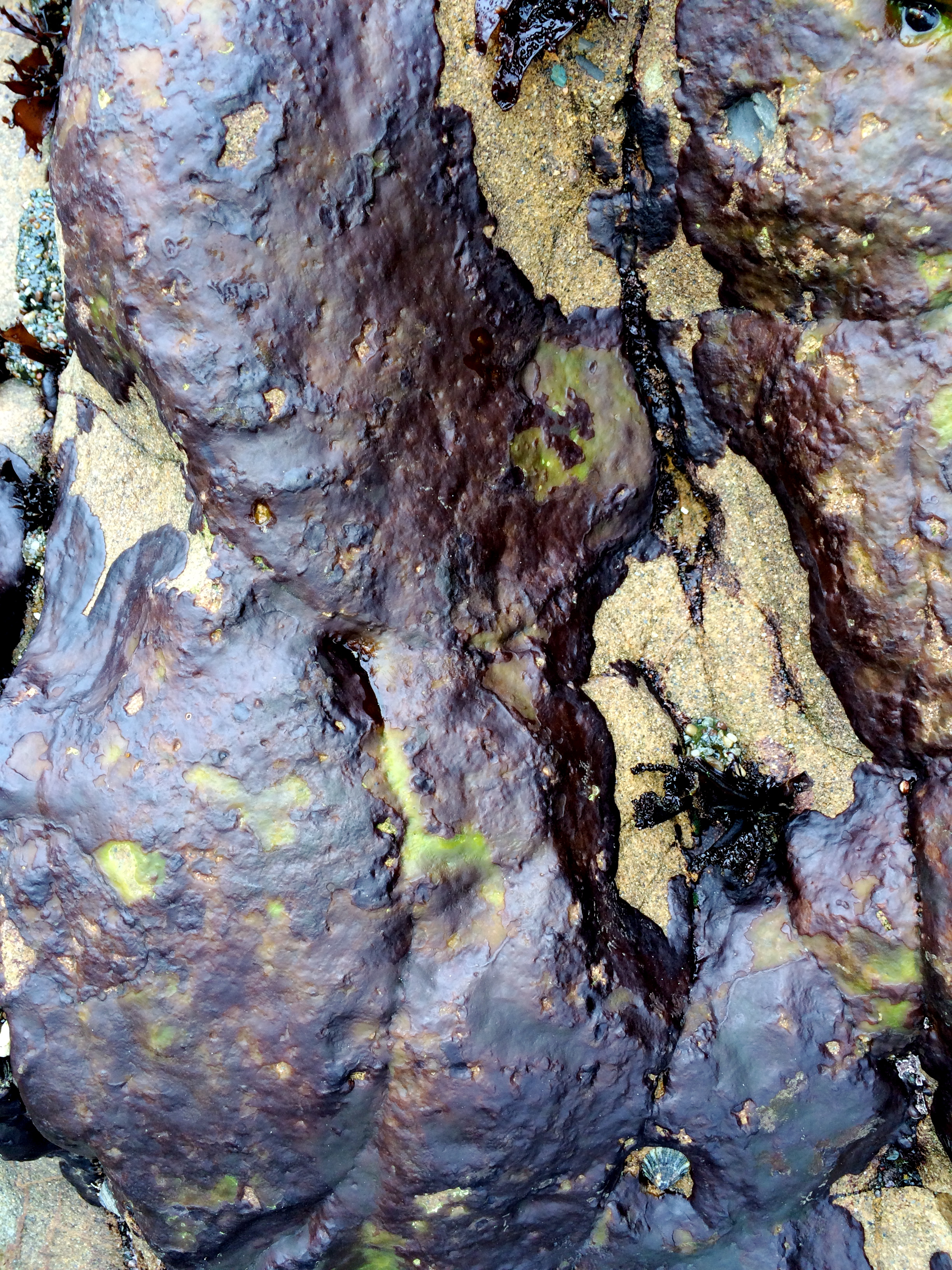
Uma alga crustosa, Ralfsia pacifica.

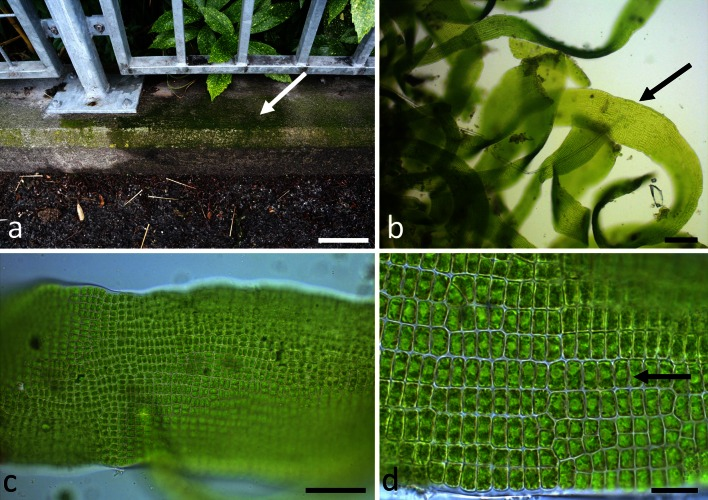
A espécie epilítica Prasiola calophylla é a alga mais comum na formação de crostas verdes sobre paredes em meio urbano no norte da Europa (fig. a), enquanto que Klebsormidium flaccidum é preponderante no sul da Europa..

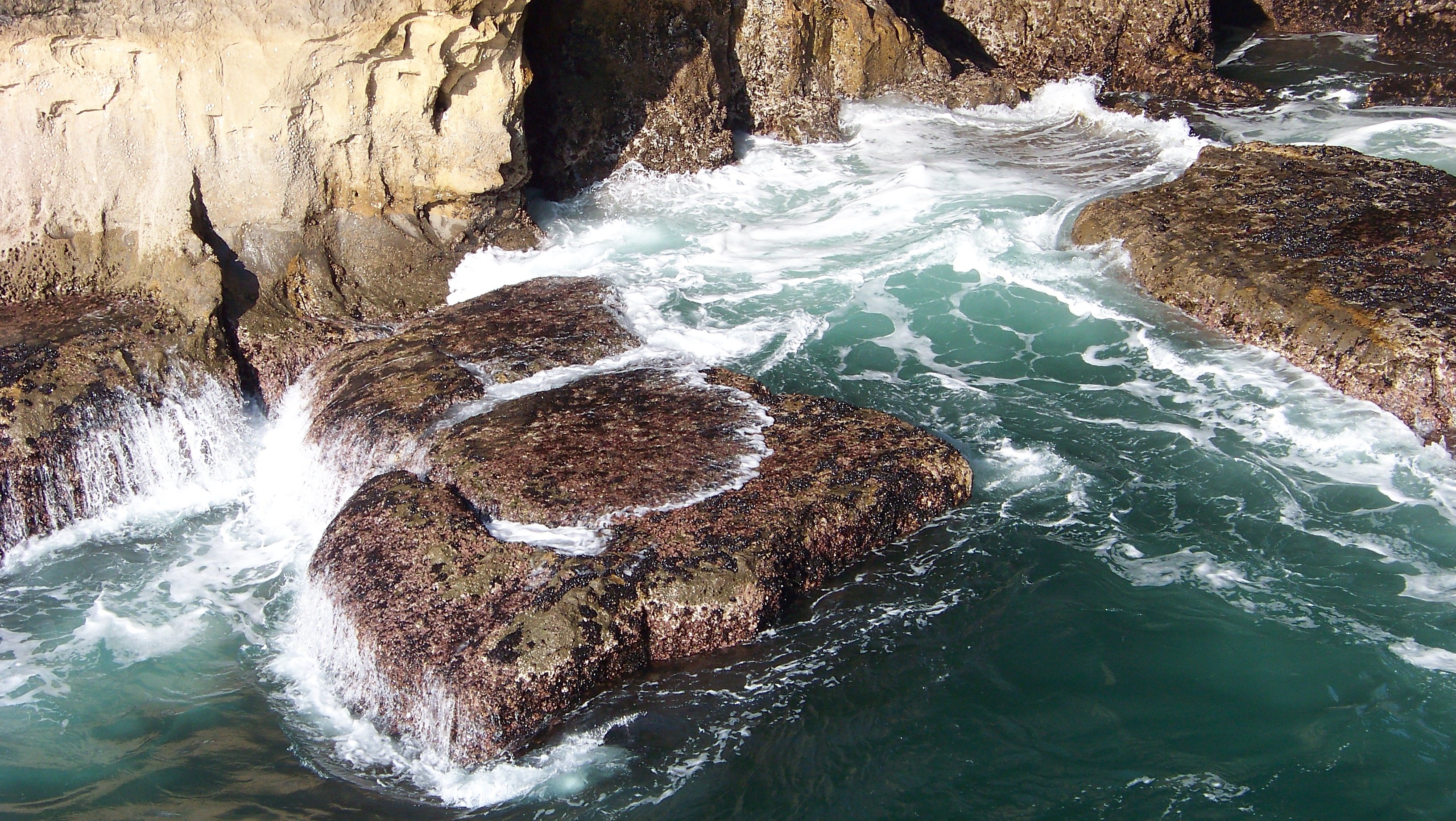
Boca do Inferno: algumas algas marinhas incrustantes e «calcogénicas» resistem ao sol, à securaa e à violência das vagas sobre as rochas da zona entremarés.

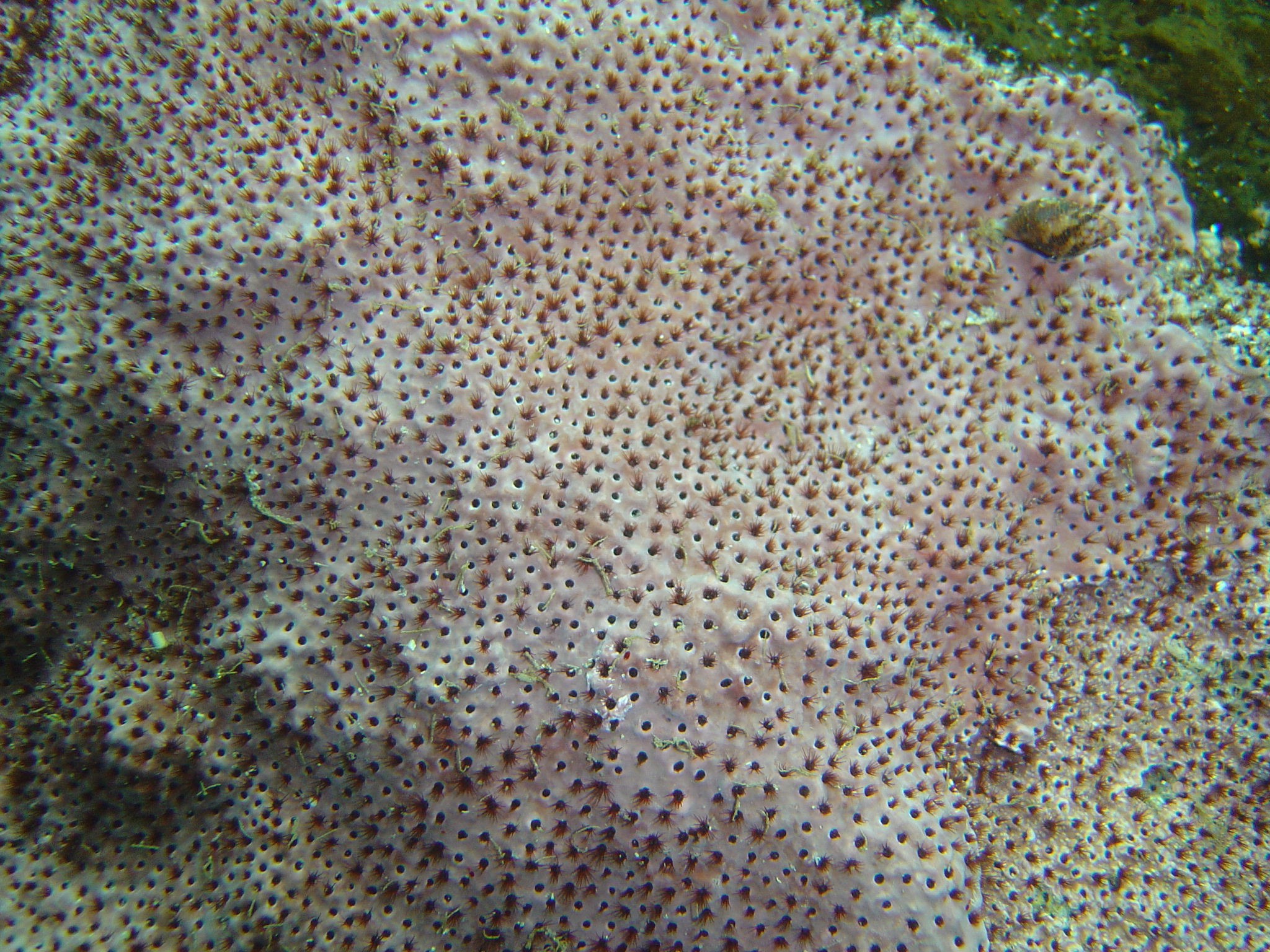
Associação entre uma alga incrustante e um pequeno verme marinho (Pinnacle, próximo de Gordon's Bay, Califórnia)

Incrustante ou  crustoso (por vezes crostoso) são os termos usados nas ciências biológicas para designar o hábito dos organismos que formam crostas biológicas, com destaque para as algas, fungos e líquenes, mas incluindo diversos outros grupos taxonómicos. Estes organismos apresentam uma estrutura dorsiventral muito comprimida e achatada, com o organismo a crescer firmemente aderente sobre o substrato, formando um camada biológica aderente semelhante a um biofilme, mas muito mais espessa e complexa. Os organismos crustosos aderem estreitamente ao substrato em todos os pontos, em cuja superfície formam estruturas incrustadas. Estes organismos ocorrem sobre rochas, cascas de árvore, carapaças e conchas de outros organismos e qualquer outra superfície, natural ou artificial, sobre a qual o se consigam fixar e ter condições de ecológicas para crescer. Os organismos incrustantes podem ser prejudiciais às estruturas construídas quando crescem sobre prédios e estruturas costeiras. São particularmente danosos no casco dos navios e no interior de tubagens e condutas (fenómeno conhecido por bioincrustação).

## Descrição
Em biologia, as  crostas são camadas de espessura variável produzidas por certos organismos (bactérias, algas ou líquenes) que se desenvolvem aderindo mais ou menos fortemente ao substrato e estendendo-se sobre a sua superfície. Neste sentido, as crostas biológicas são na realidade biofilmes muito espessos que em geral possuem (como nos líquenes) estruturas muito mais complexas. Essas crostas são encontradas principalmente em superfícies rochosas (a espécie é então designada por saxícola), sobre o ritidoma de árvores ou sobre folhas de plantas (são então espécie epífitas).
Estes organismos crescem sobre as grandes rochas expostas nas paisagens alpinas, até mais de uma centena de metros acima do solo nos troncos das grandes árvores tropicais e são encontrados no ambiente marinho a mais de 250 m de profundidade nas águas muito transparentes, embora sejam mais frequentes na zona intertidal, formando aí grandes crostas sobre os diferentes substratos.
Algumas incrustações biológicas participam na formação de rochas, por via do fenómeno da biomineralização, ·  desempenhando, assim, um papel importante no ciclo do carbono, no ciclo do cálcio e no ciclo do magnésio, bem como na formação de certas estruturas dos recifes coralinos, neste último caso até profundidades de mais de 250 m nas Bahamas. Existem mais de 700 espécies de algas coralinas já identificadas.
O processo de formação de uma rocha biogénica pode ser rápido (às vezes engrossa vários milímetros por ano), mas a rocha assim produzida é então mais leve e mais frágil.

## Ocorrência
Os organismos que mais frequentemente apresentam hábito incrustante pertencem aos grupos dos líquenes, das algas, dos fungos e das cianobactérias e bactérias. Apesar disso muitos outro tipos de organimos, incluindo hepáticas e moluscos podem ser incrustantes.

### Líquenes incrustantes
O líquenes crustosos (ou incrustantes) apresentam uma estrutura dorsiventral (são geralmente bastante achatados), e crescem mais pronunciadamente em circunferência, não tem córtex inferior e estão mais ou menos imersos no substrato. A superfície superior  das espécies crustosas é muitas vezes caracteristicamente verrucosa ou quebradiça, podendo estar rodeado por um protalo pálido ou escuro que não contém células do fotobionte.
Apesar de similares aos outros líquenes, com os quais compartilham uma morfologia interna similar, formada a partir de filamentos do parceiro fúngico cuja densidade determina as camadasdo líquen, os líquenes crustosos apresentam uma maior variedade de colorações, tais como amarelo, alaranjado, vermelho, cinza e verde. Estas cores tendem a ser brilhantes e vibrantes.
Existem diferentes tipos de líquenes crustosos, incluindo os endolíticos, endofíticos (ou endofloidicos) e leprosos. Os líquenes endolíticos ocorrem parcialmente imersos na fissuras e irregularidades da camada externa das rochas com apenas parte da sua estrutura anatómica a emergir da superfície da rocha. Os endofloidicos estão localizados no tecido vegetal ou sobre ele. Os líquenes crostosos leprosos consistem em crostas sem estrutura em camadas bem definida.
Os líquenes crustosos adaptaram-se ao seu ambiente, com as crostas a permitir a adaptação à dissecação em climas persistentemente secos e nas regiões gelados, pelo que são encontrados em desertos, partes livres de gelo da Antárctica e nas regiões alpinas e árcticas.

### Algas incrustantes
As algas crustosas, maioritariamente espécies de algas marinhas do filo Rhodophyta, em particular os membros da subfamília Melobesioideae da família Corallinaceae da ordem Corallinales, são fortemente incrustantes, apresentando paredes celulares contendo carbonato de cálcio. São algas que crescem a grandes profundidades na zona entre-marés, formando crostas sobre vários tipos de substrato. Entre as algas castanhas, a ordem Ralfsiales compreende duas famílias de algas crustosas.
O substrato podem ser as rochas dos fundos da zona entre-marés ou, no caso das Corallinales,os corais construtores de recifes e outros organismos vivos, incluindo plantas, como as espécies que formam os mangais, e animais como os moluscos com concha. As algas vermelhas coralinas são os principais membros das comunidades de recifes de coral, cimentando os corais com suas crostas.
As algas incrustantes, incluindo as algas coralinas crustosas, são um grupo muito diverso e ocorrem em múltiplos habitats, com destaque para os recifes de coral, onde são elementos estruturantes, sendo consideradas parte das espécies construtoras do ecossistema. Estas espécies são dependentes da radiação solar, estando por isso confinadas à zona eufótica, mas ainda assim ocorrem a grandes profundidades em regiões de águas muito transparentes. Estas algas são a base de uma biodiversa cadeia trófica, que inclui peixes-papagaio e a espécie Scarus trispinosus.

## Galeria

### Crostas formadas por algas marinhas

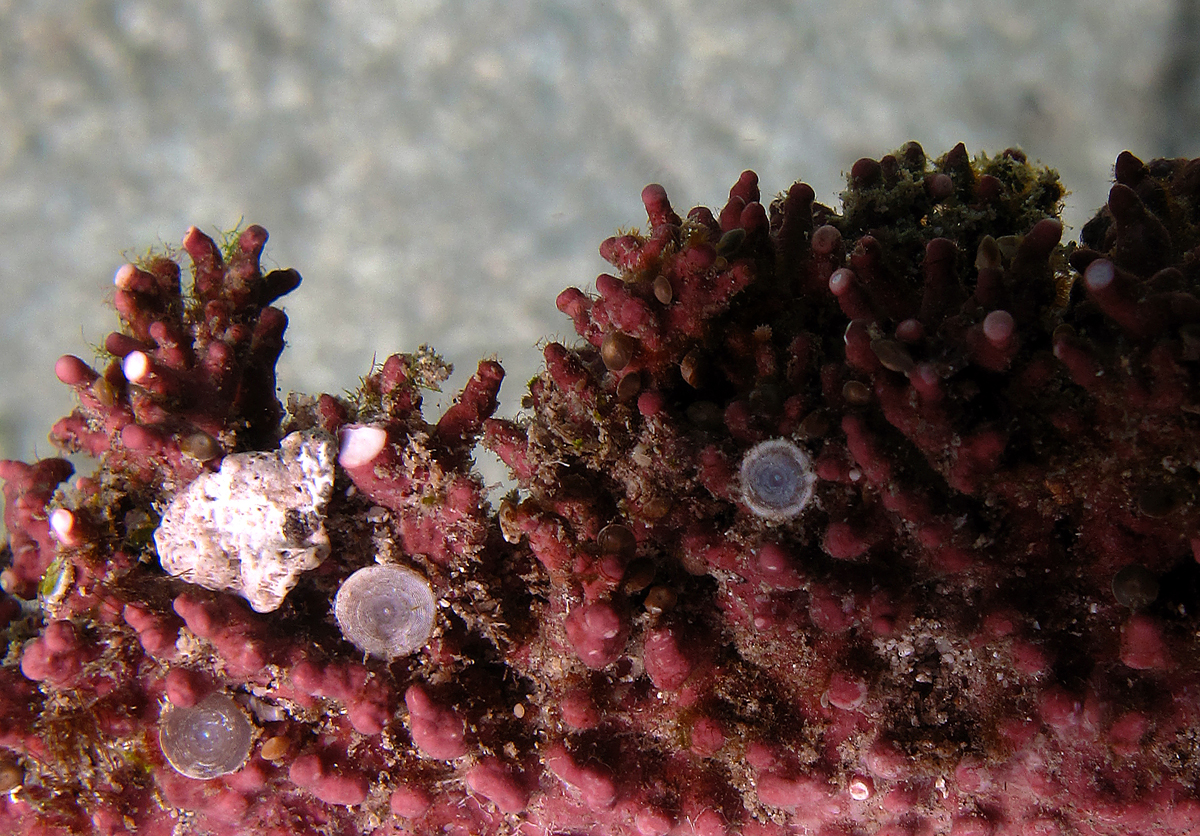
Corallinales Lithothamnion sp.
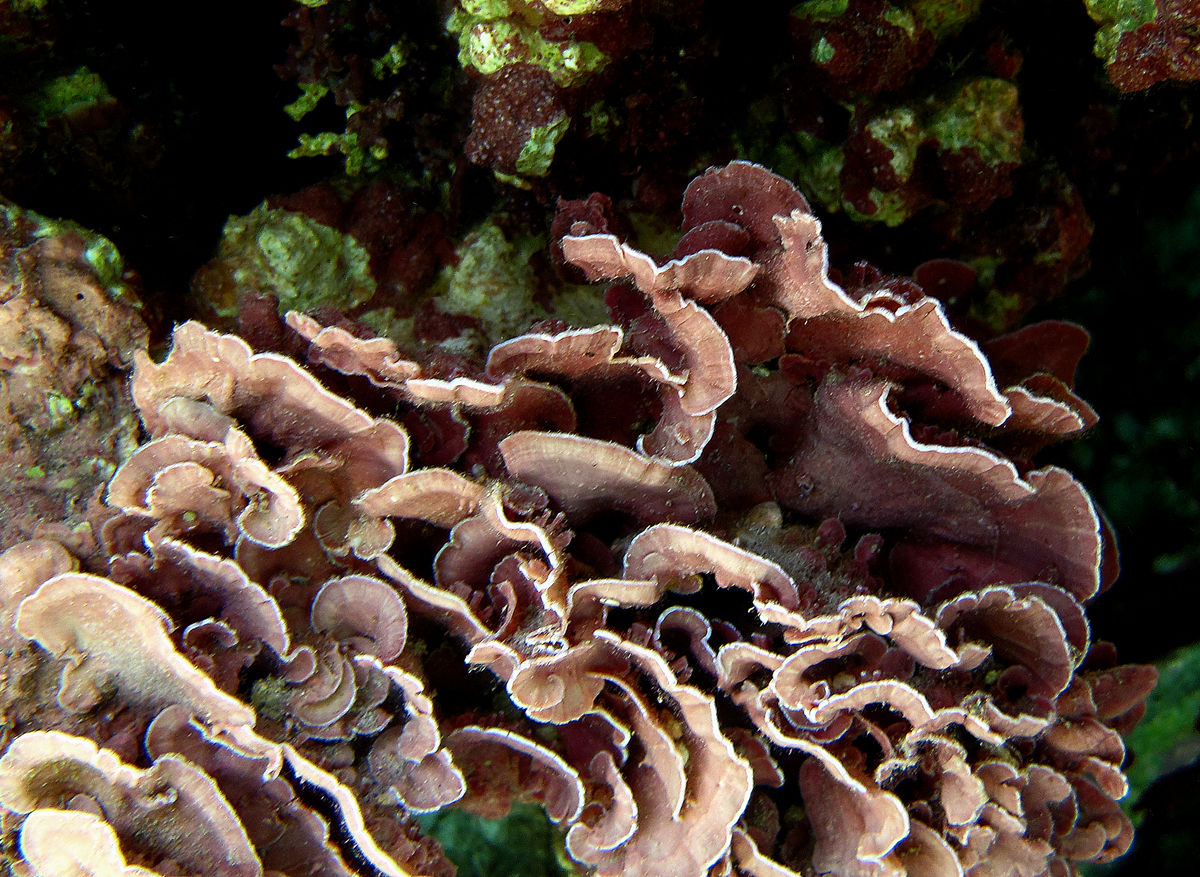
Corallinales Mesophyllum sp.
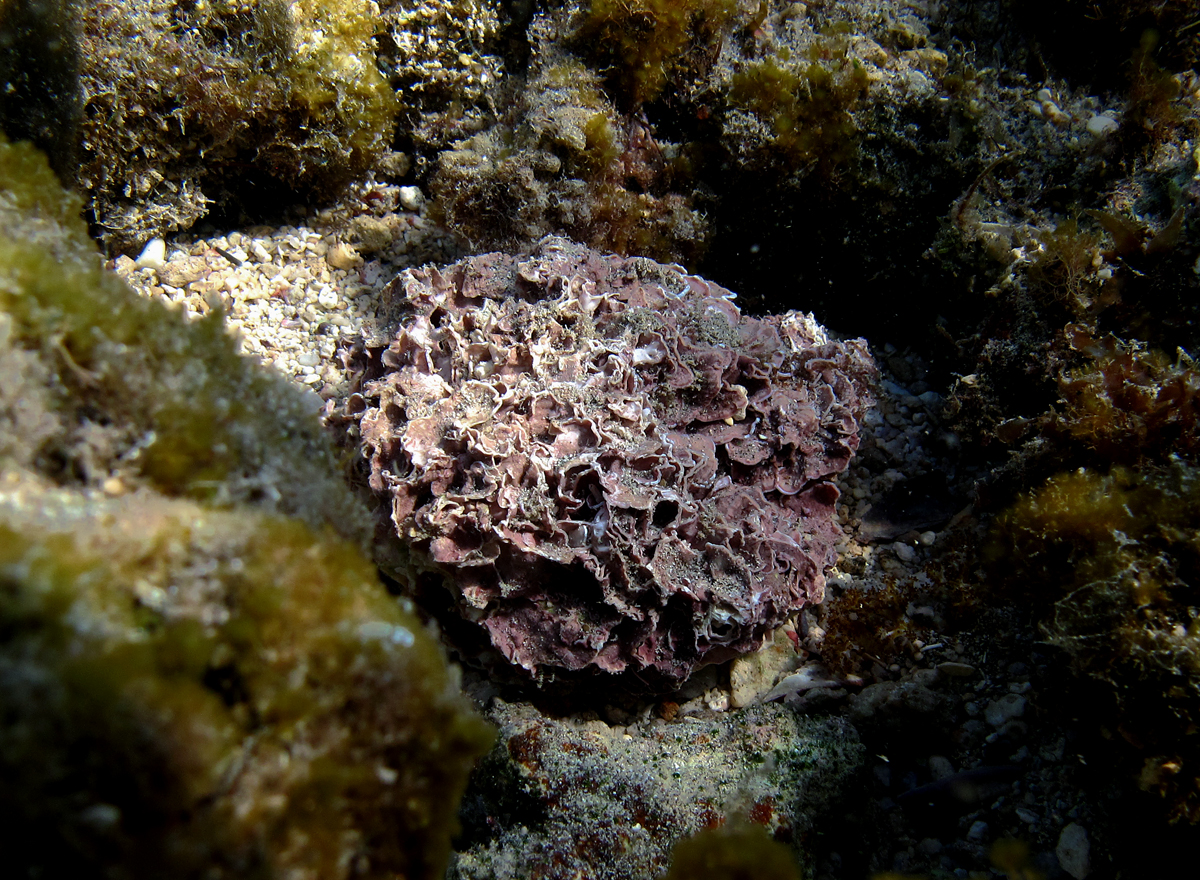
Espécie de Corallinales incrustante não identificada.
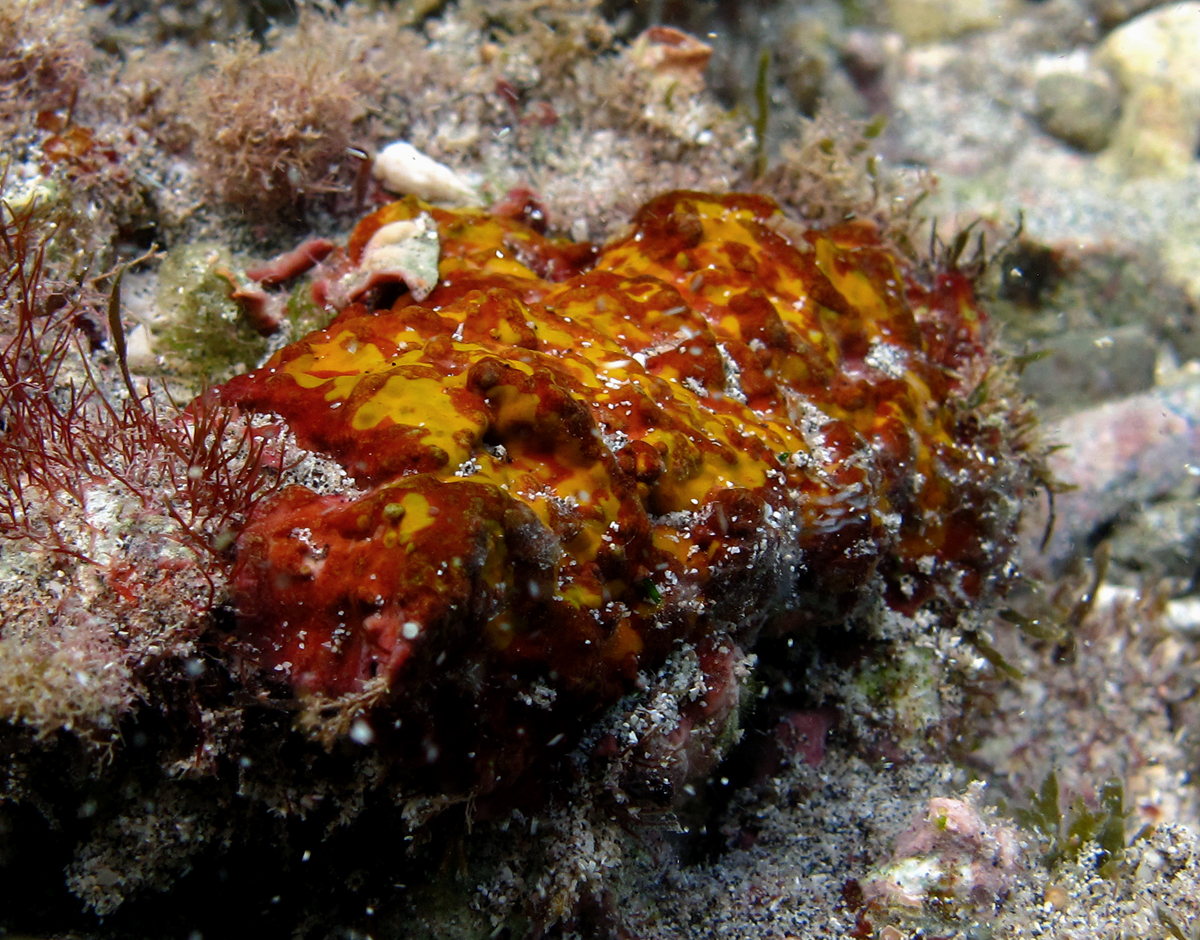
Corallinales Mesophyllum sp.
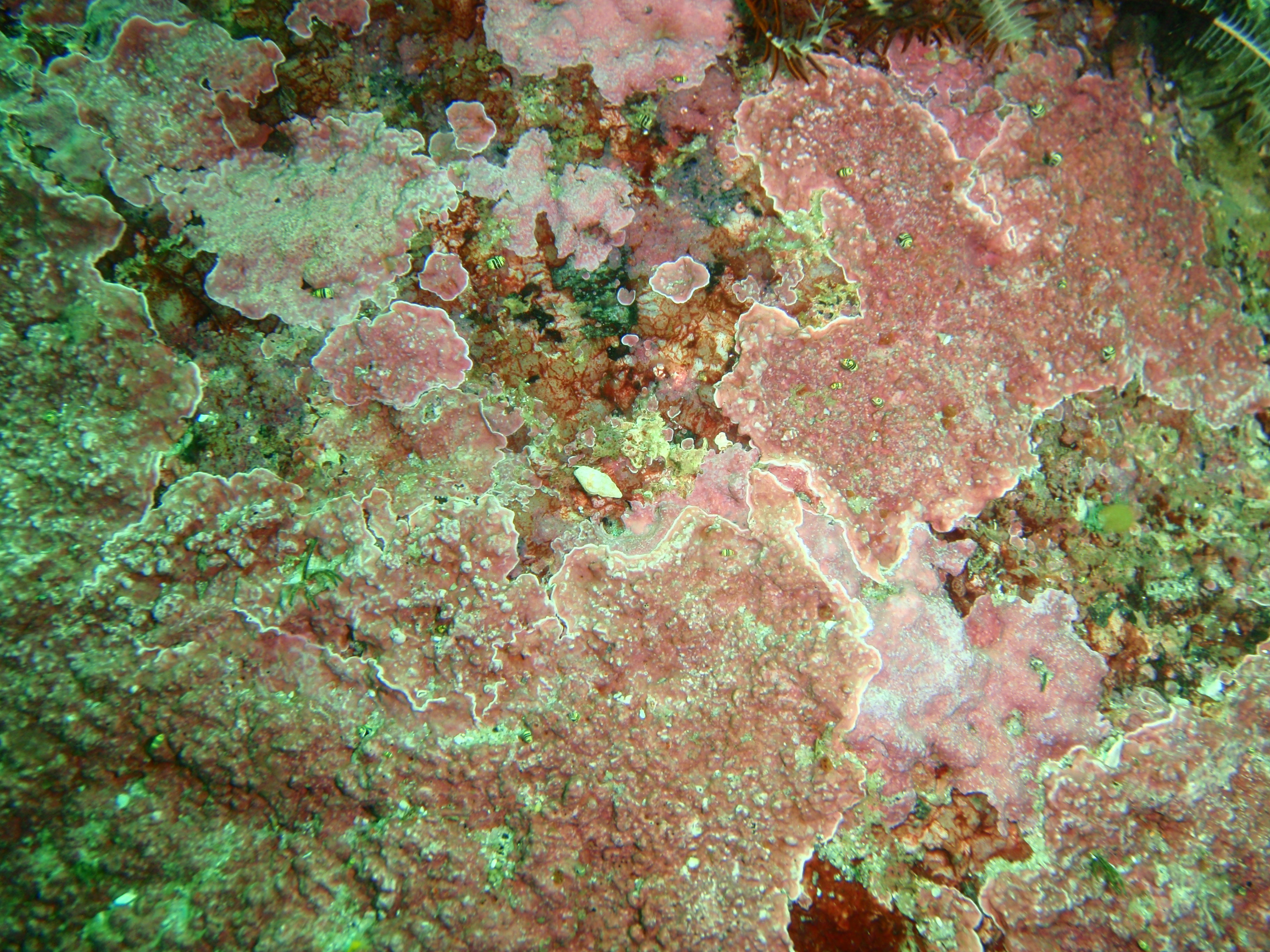
Corallinales sp. Windmill Beach, Cape Peninsula
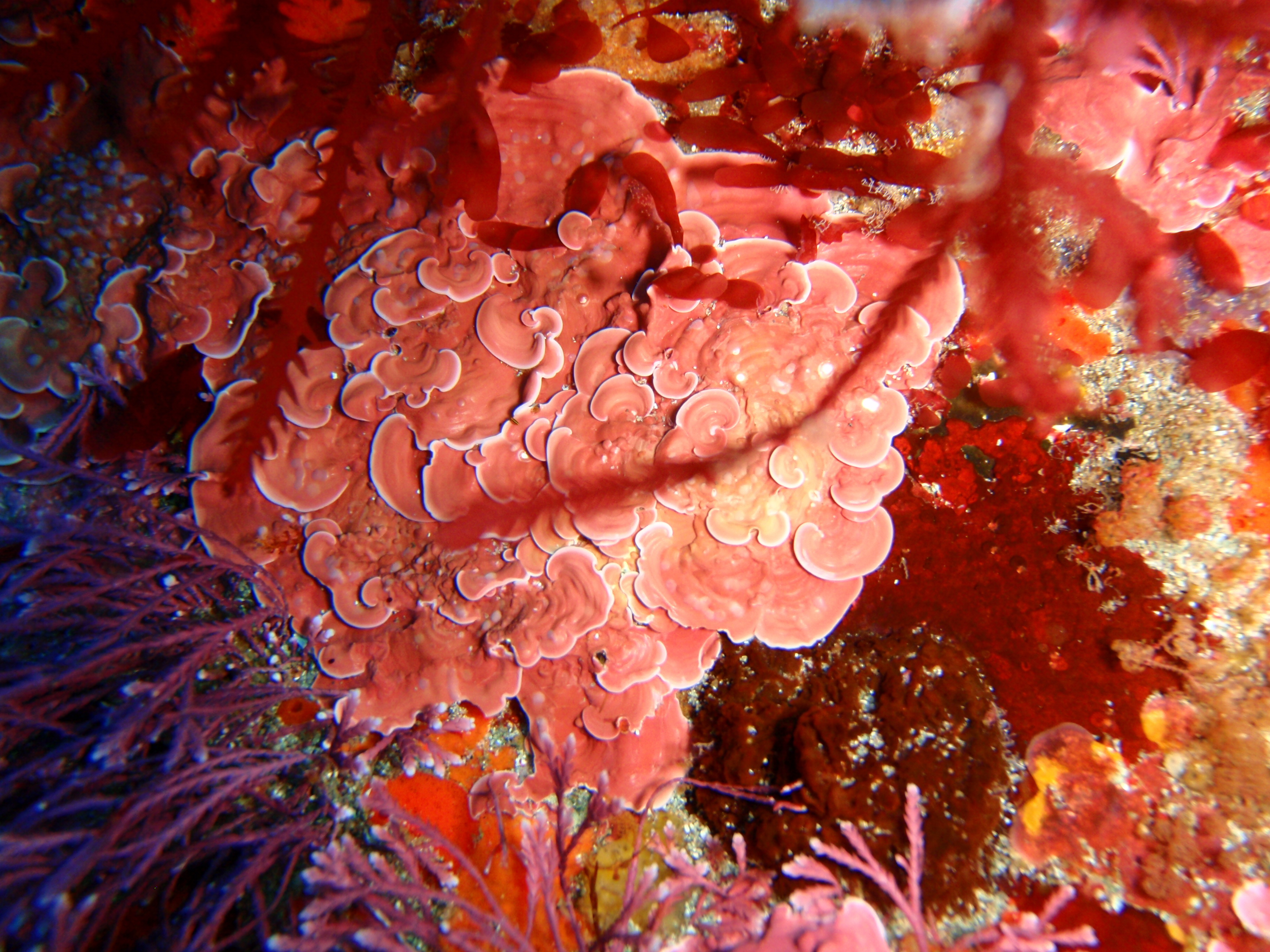
Corallinales sp.

### Crostas formadas por líquenes

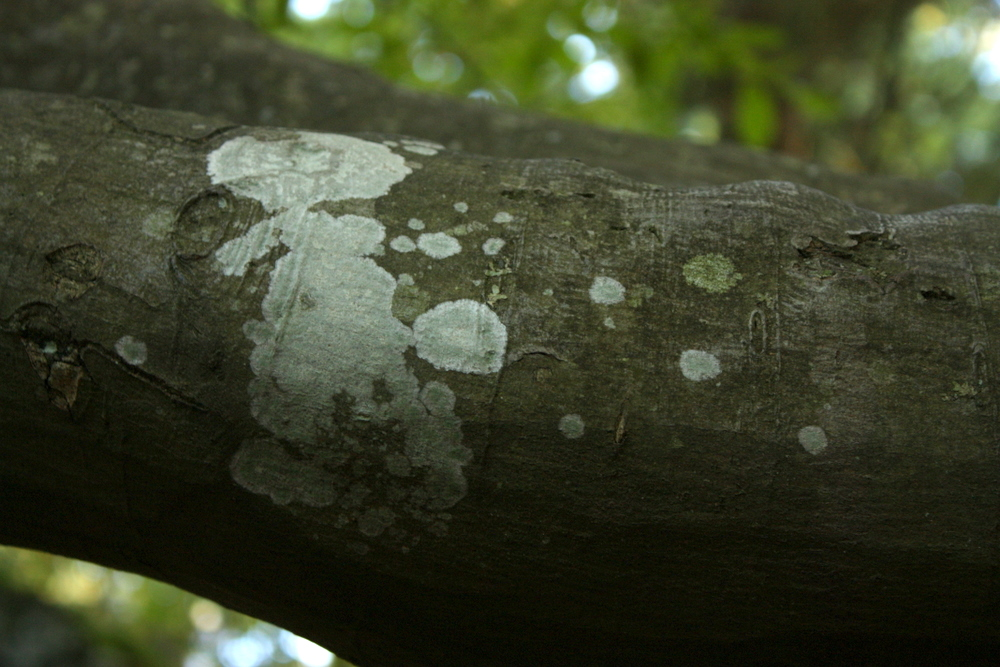
Líquen incrustante.
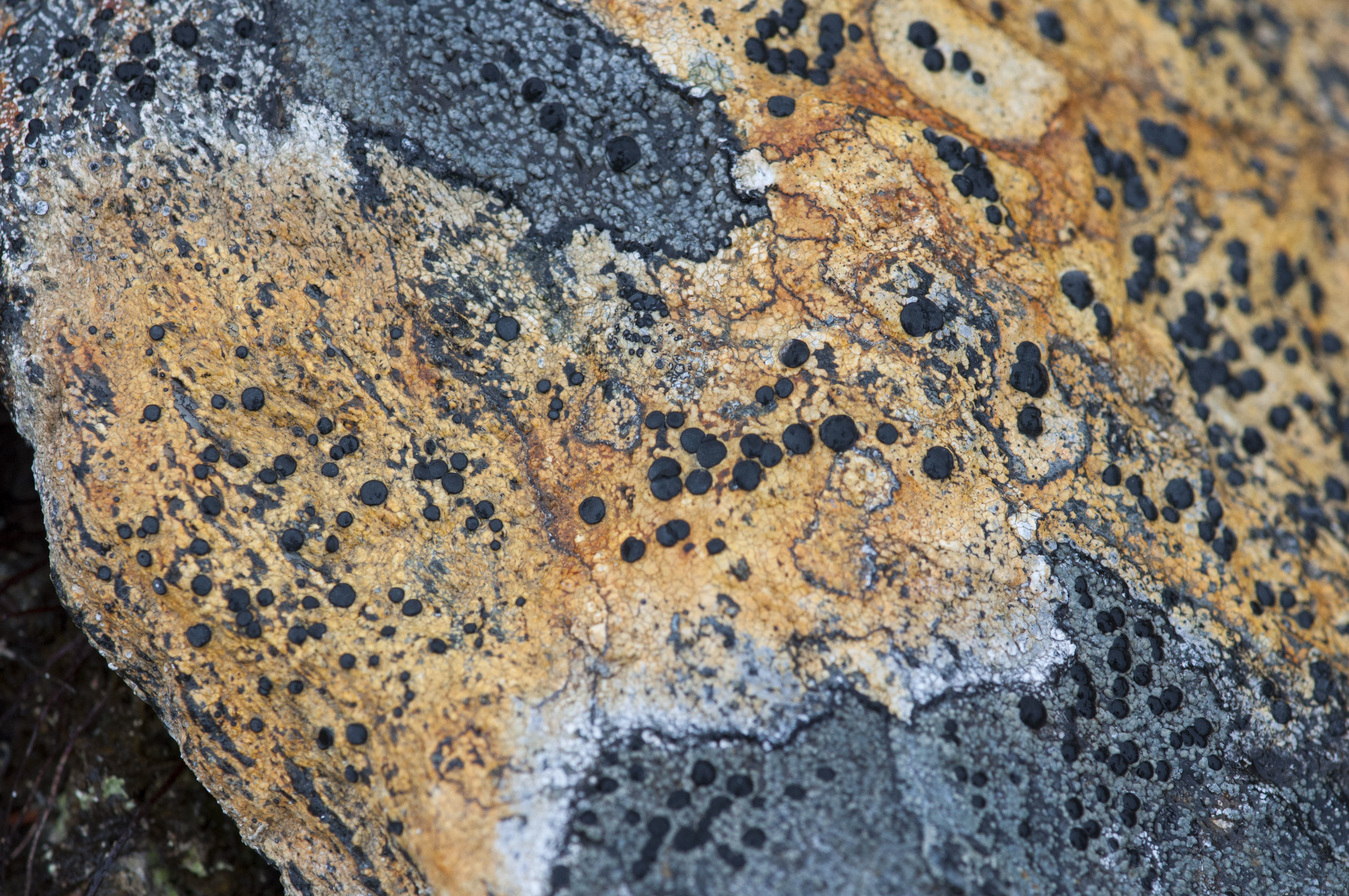
Líquen incrustante.
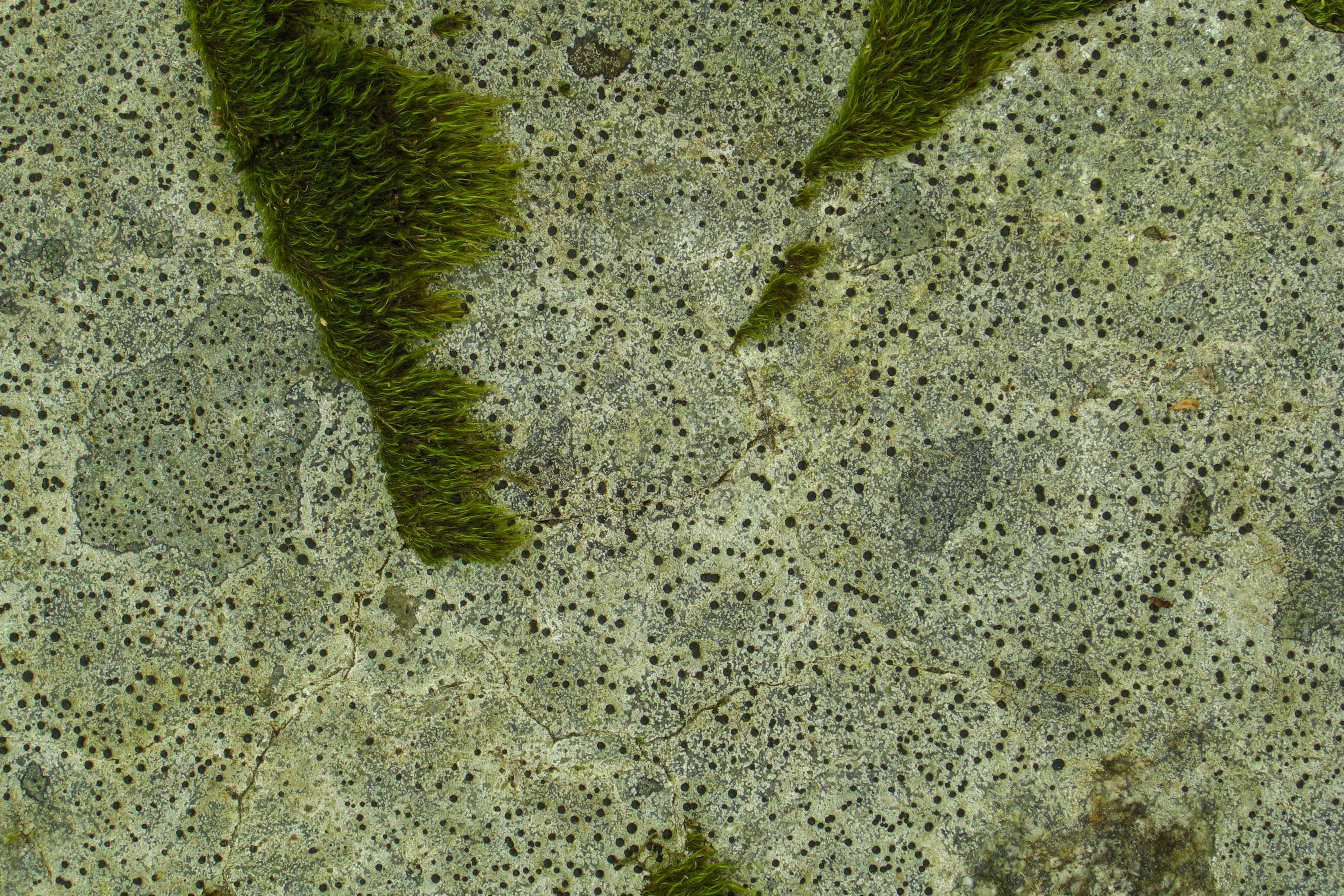
Líquen incrustante.
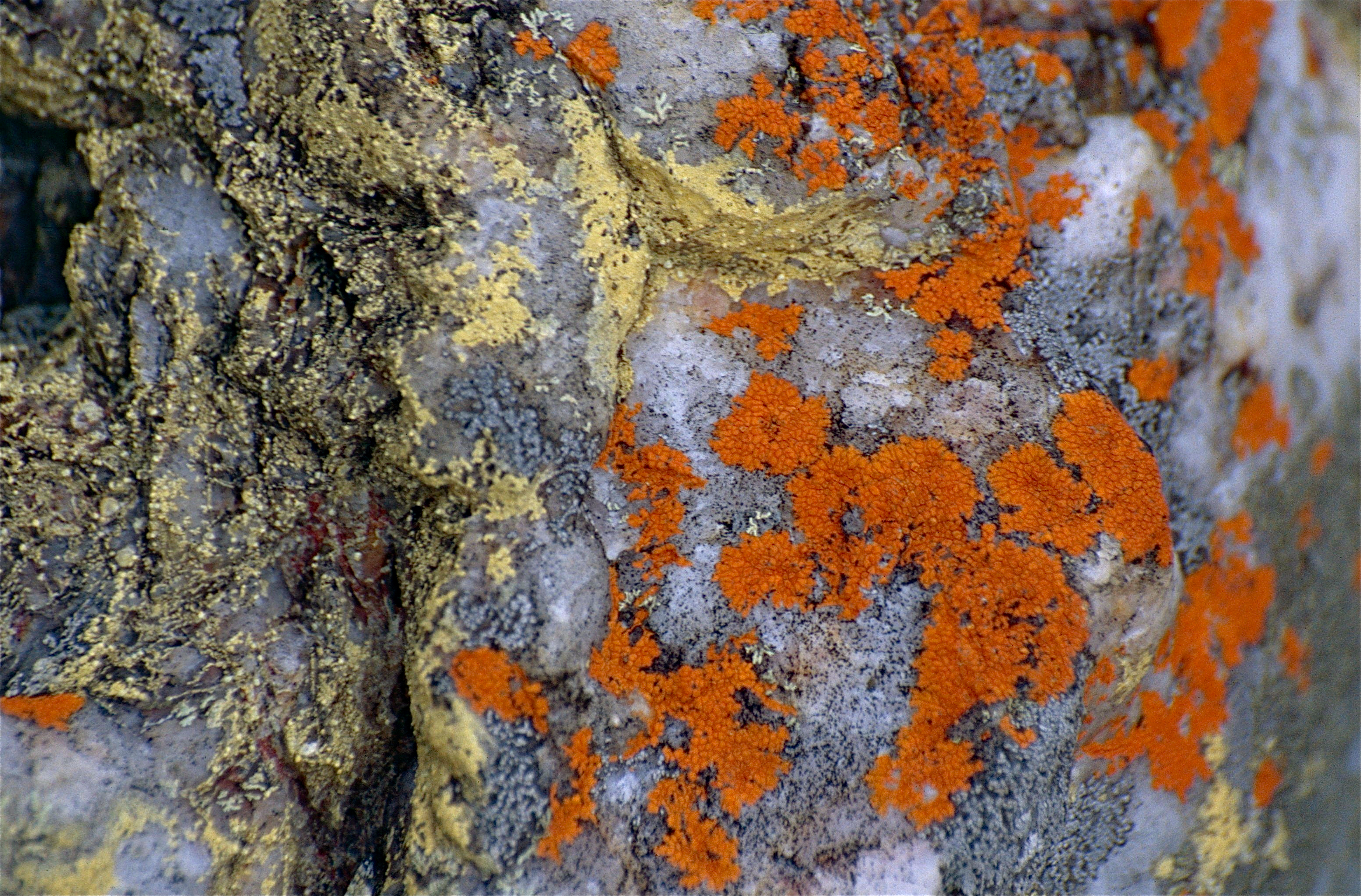
Caloplaca sp.
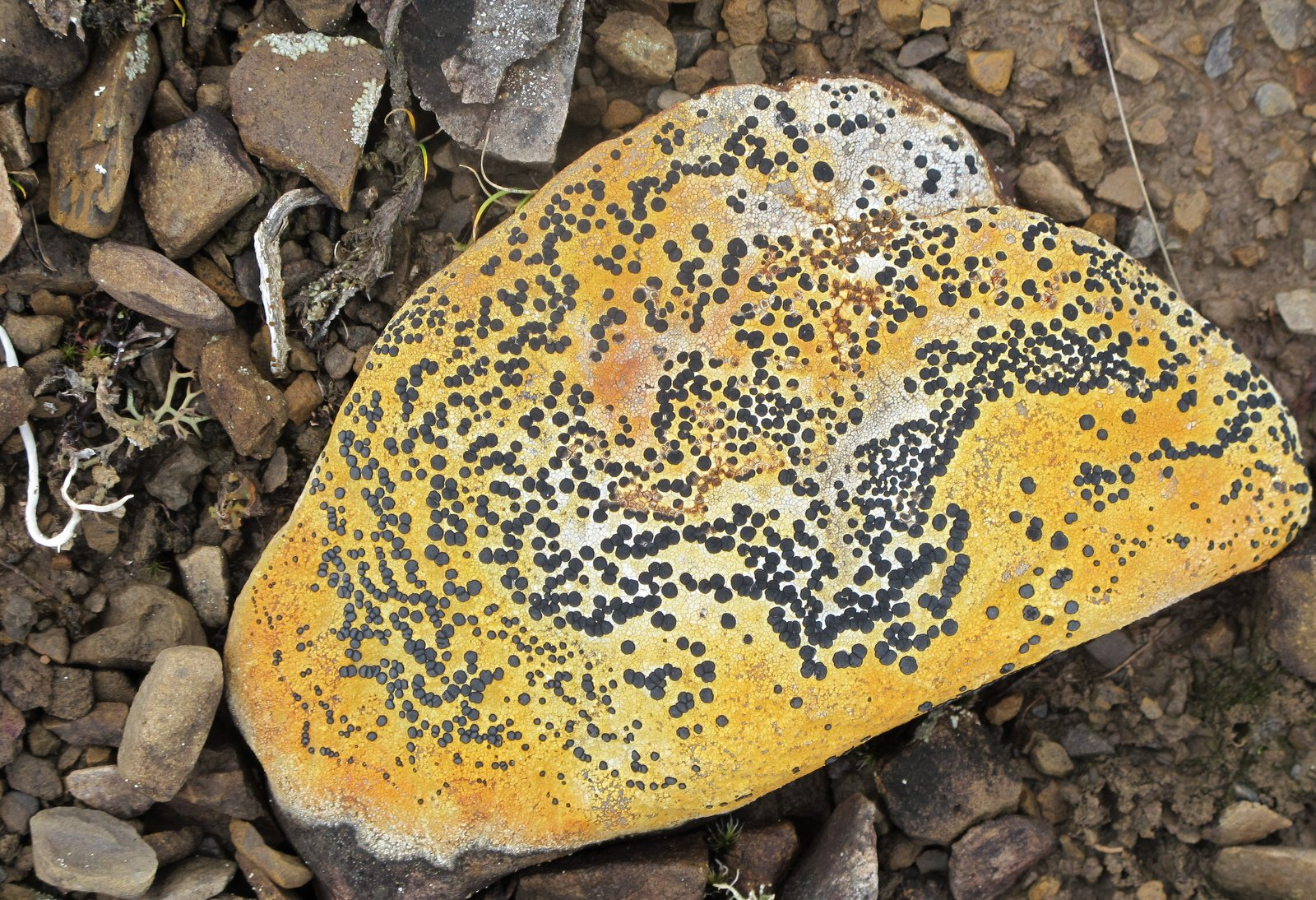
Caloplaca sp.

### Crostas formadas por outros tipos de organismos

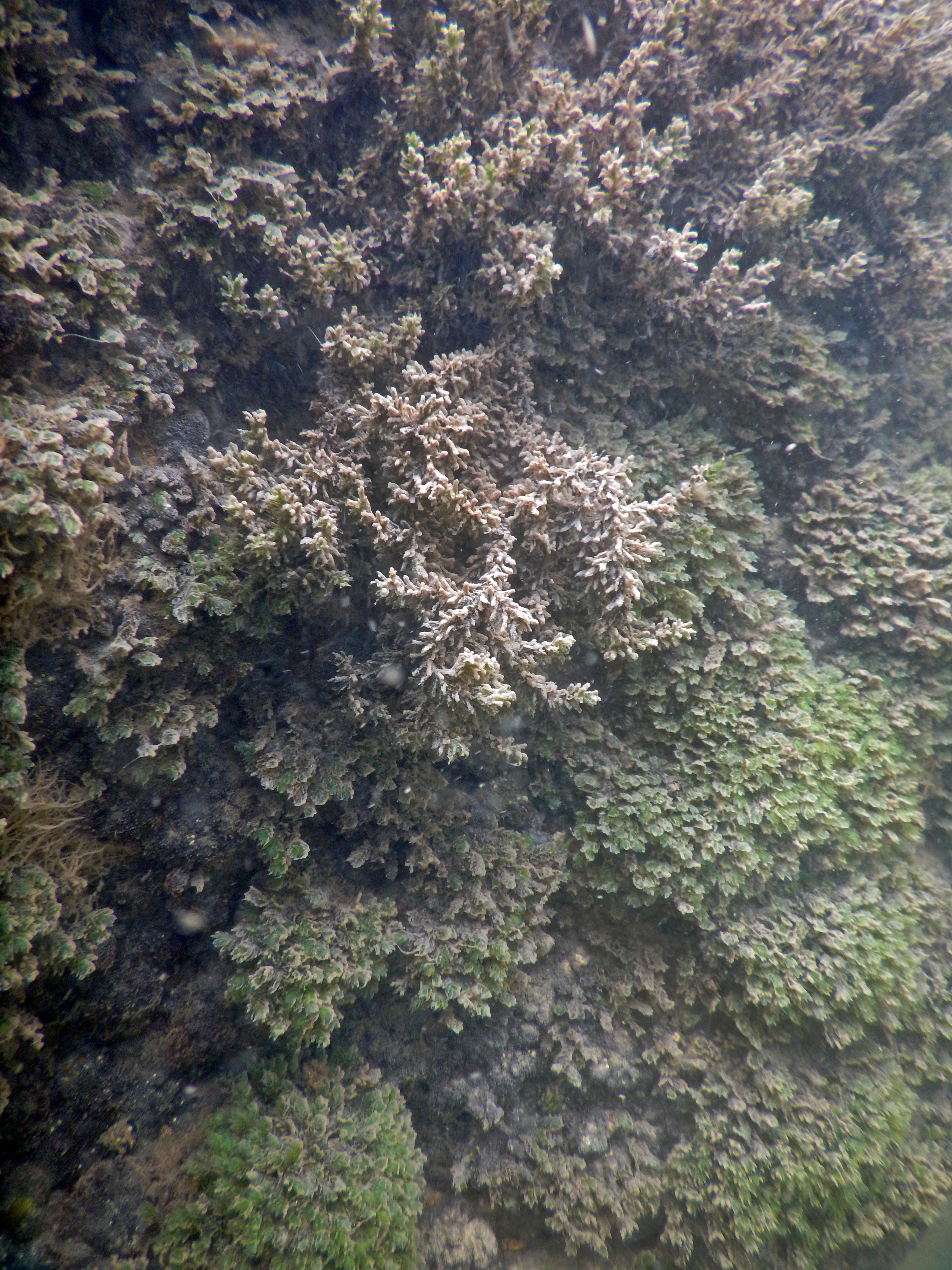
Briófitos subaquáticos suportando uma biomineralização.
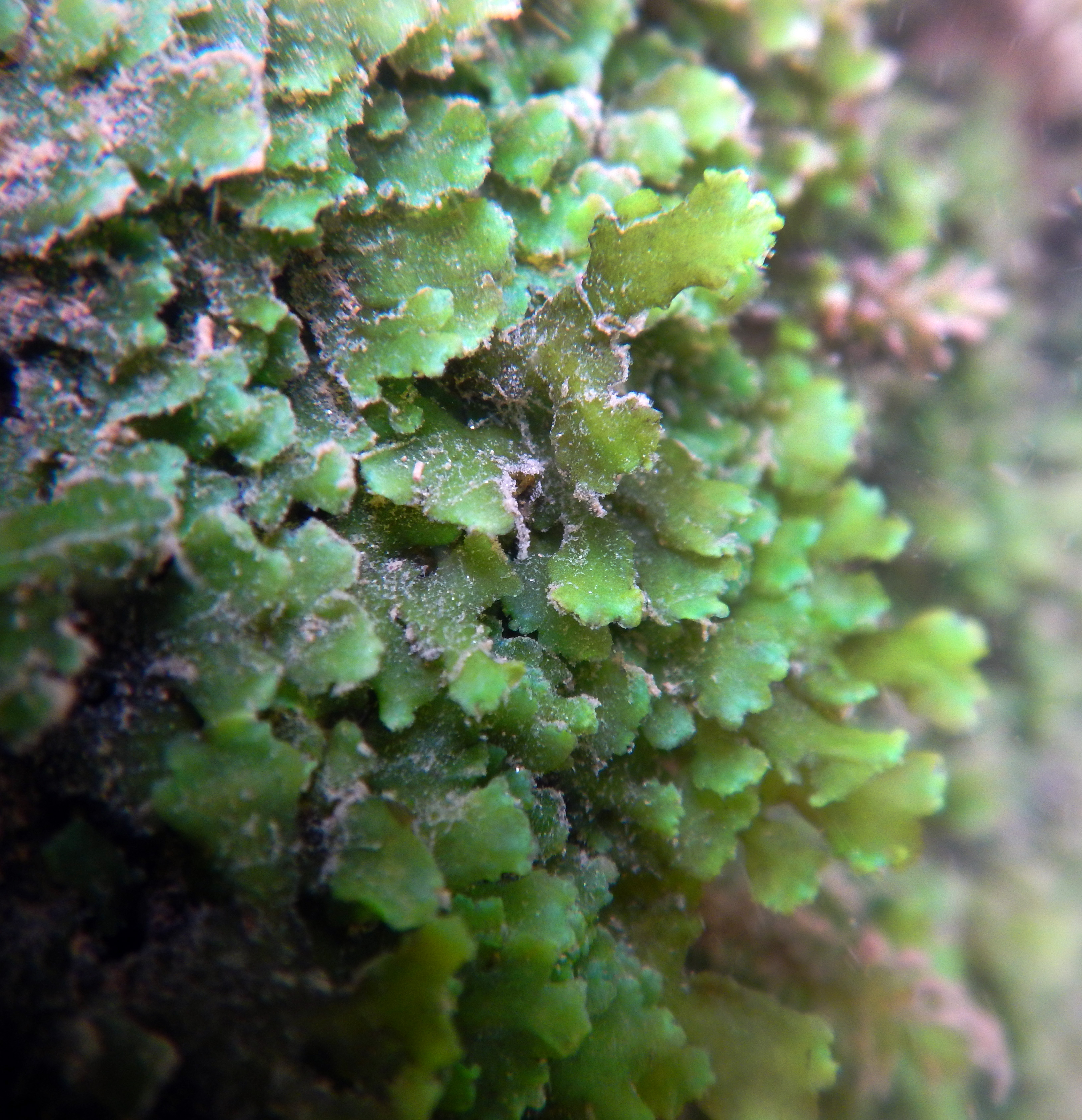
Hepáticas.
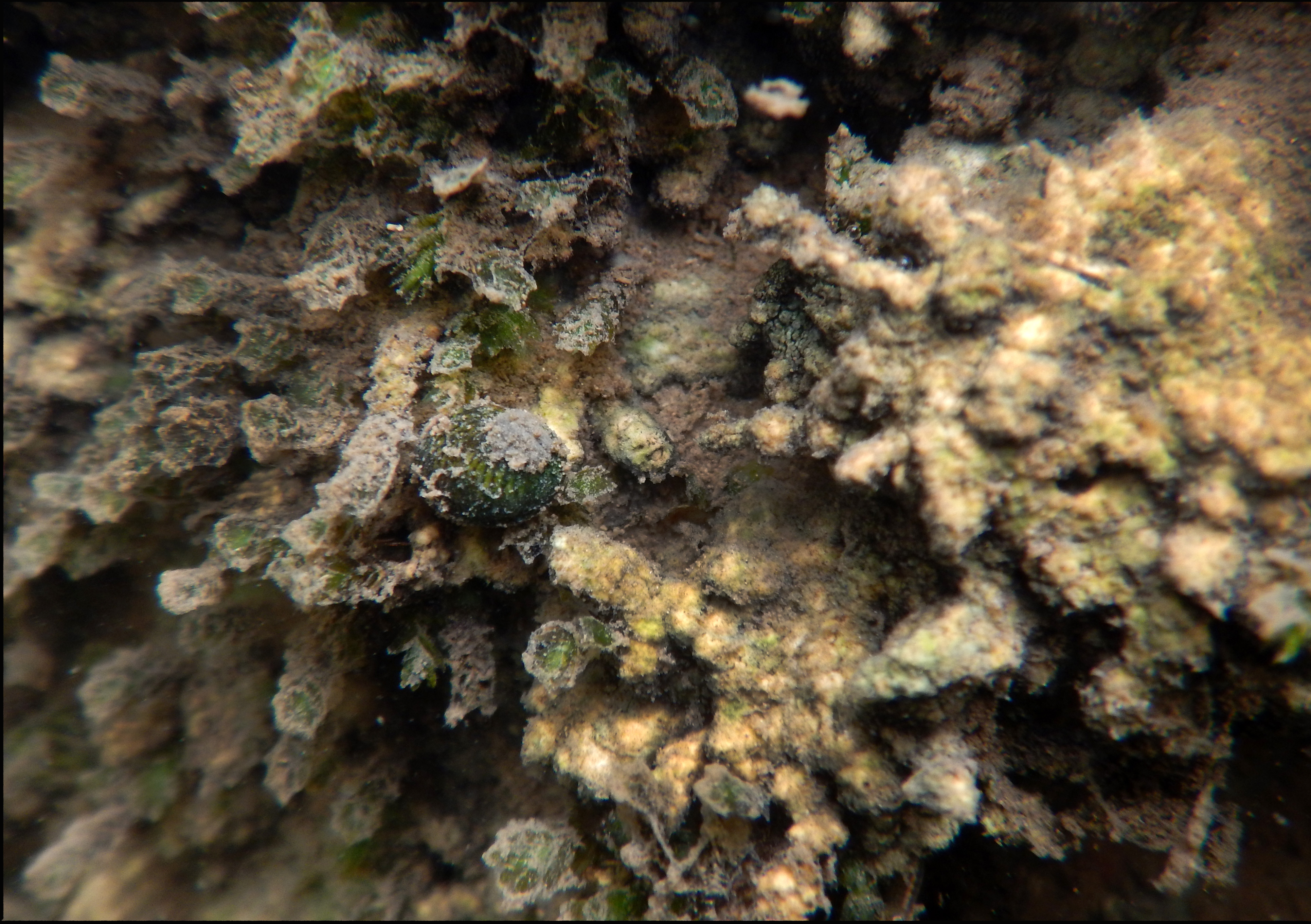
Zona de forte mineralização.
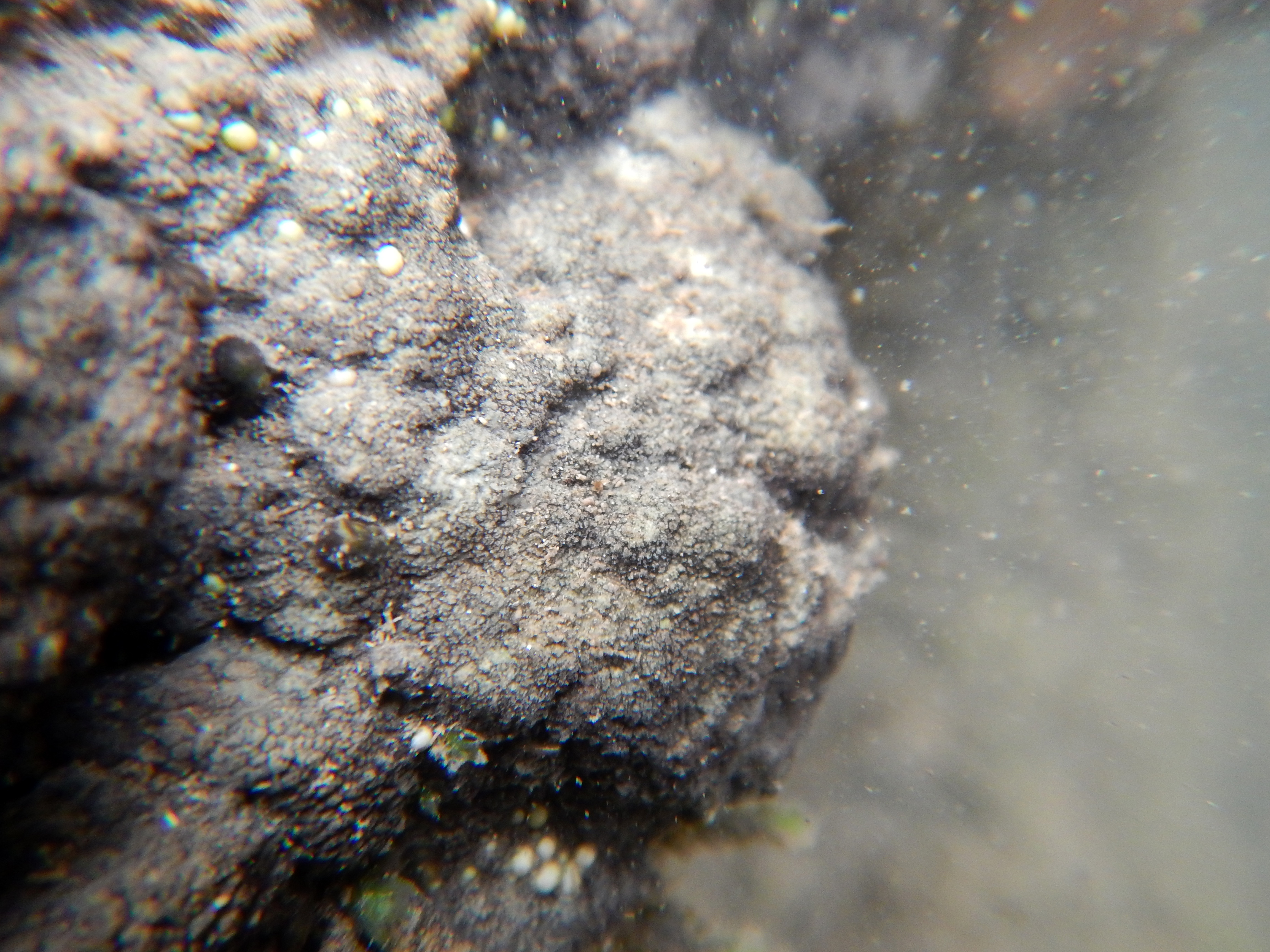
Formação de uma concreção ("Sèvre niortaise")
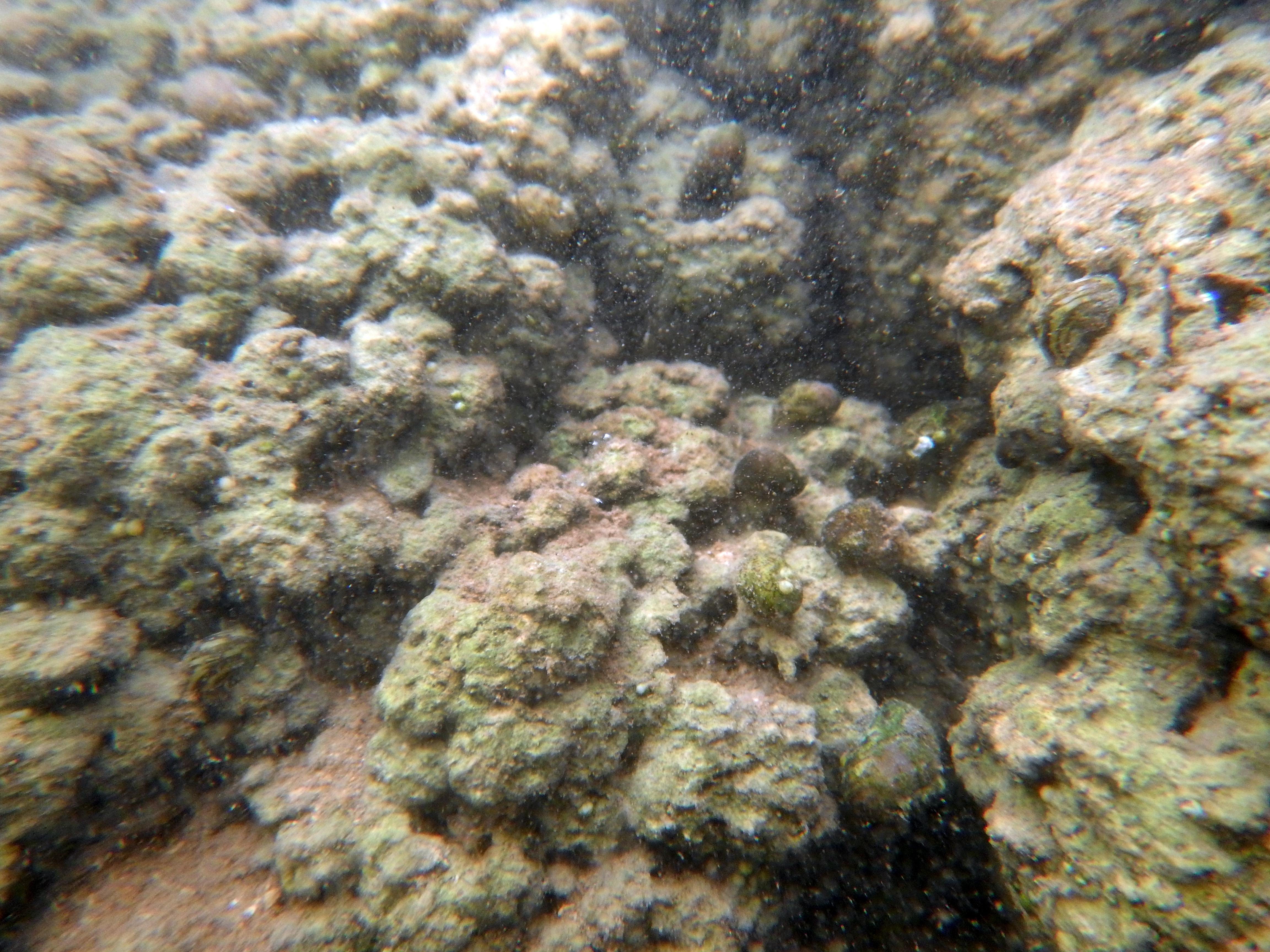
Theodoxus sp.
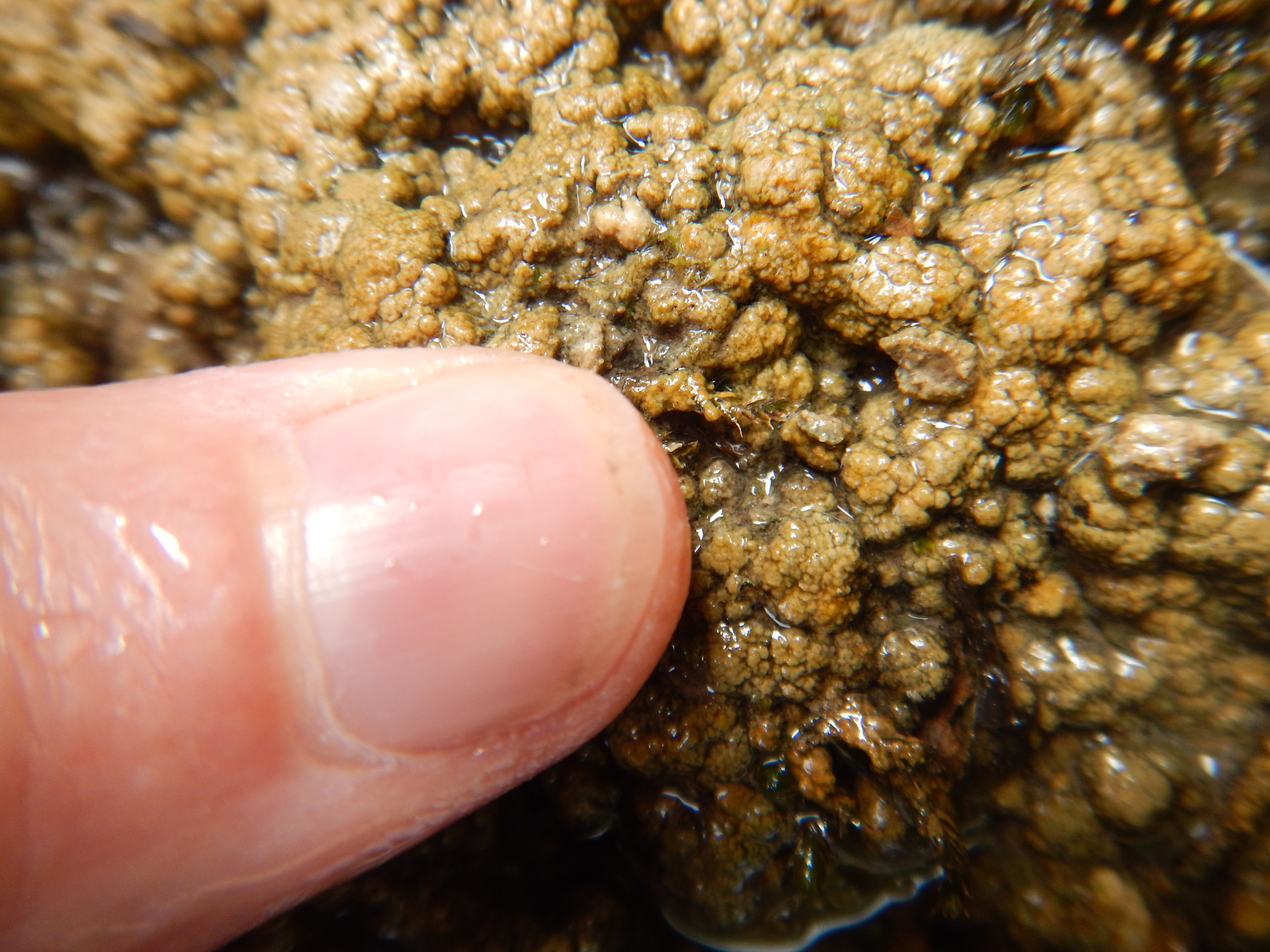
Theodoxus sp.
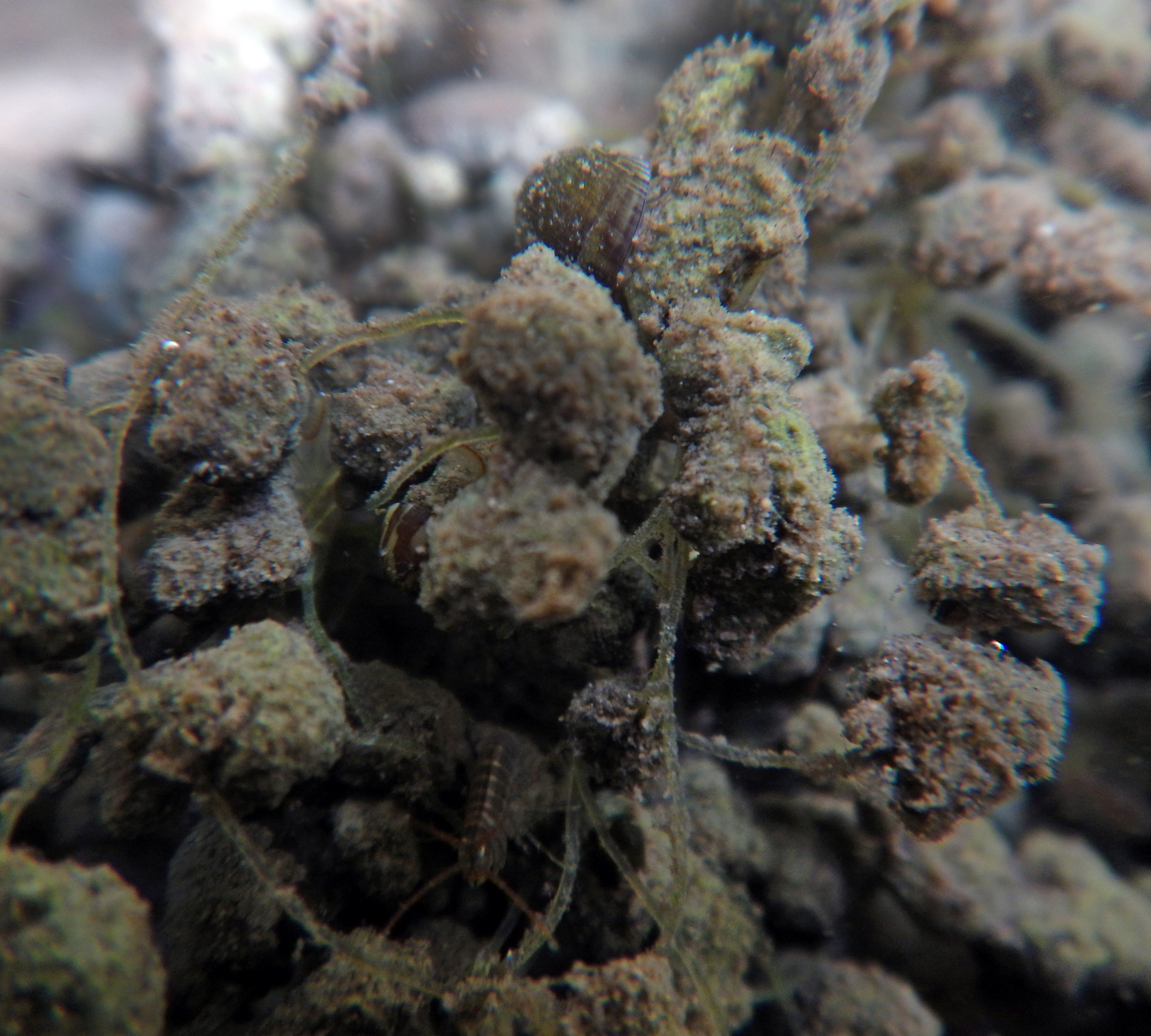
Theodoxus sp. sobre uma linha de pesca.
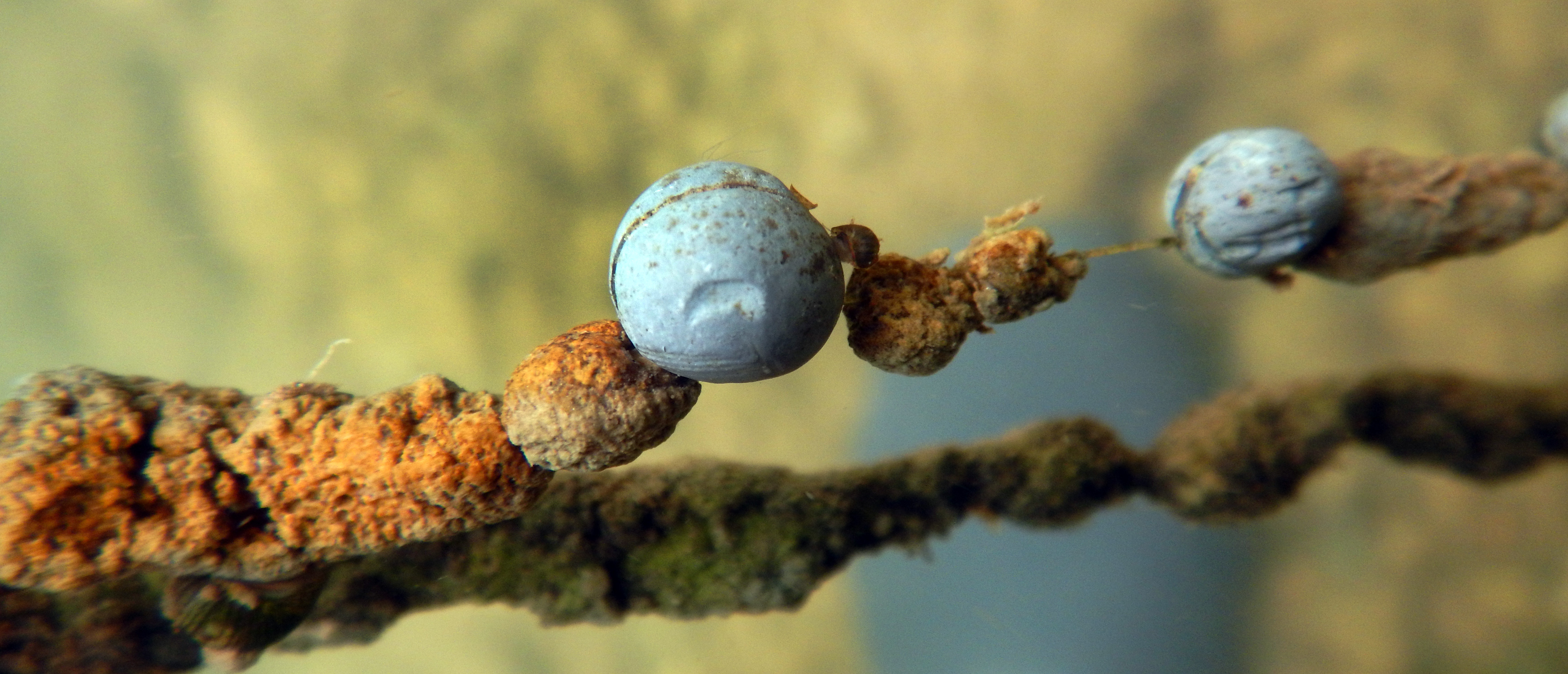
A extrema ecotoxicidade do chumbo inibe a bimineralização numa linha de peca com chumbos.
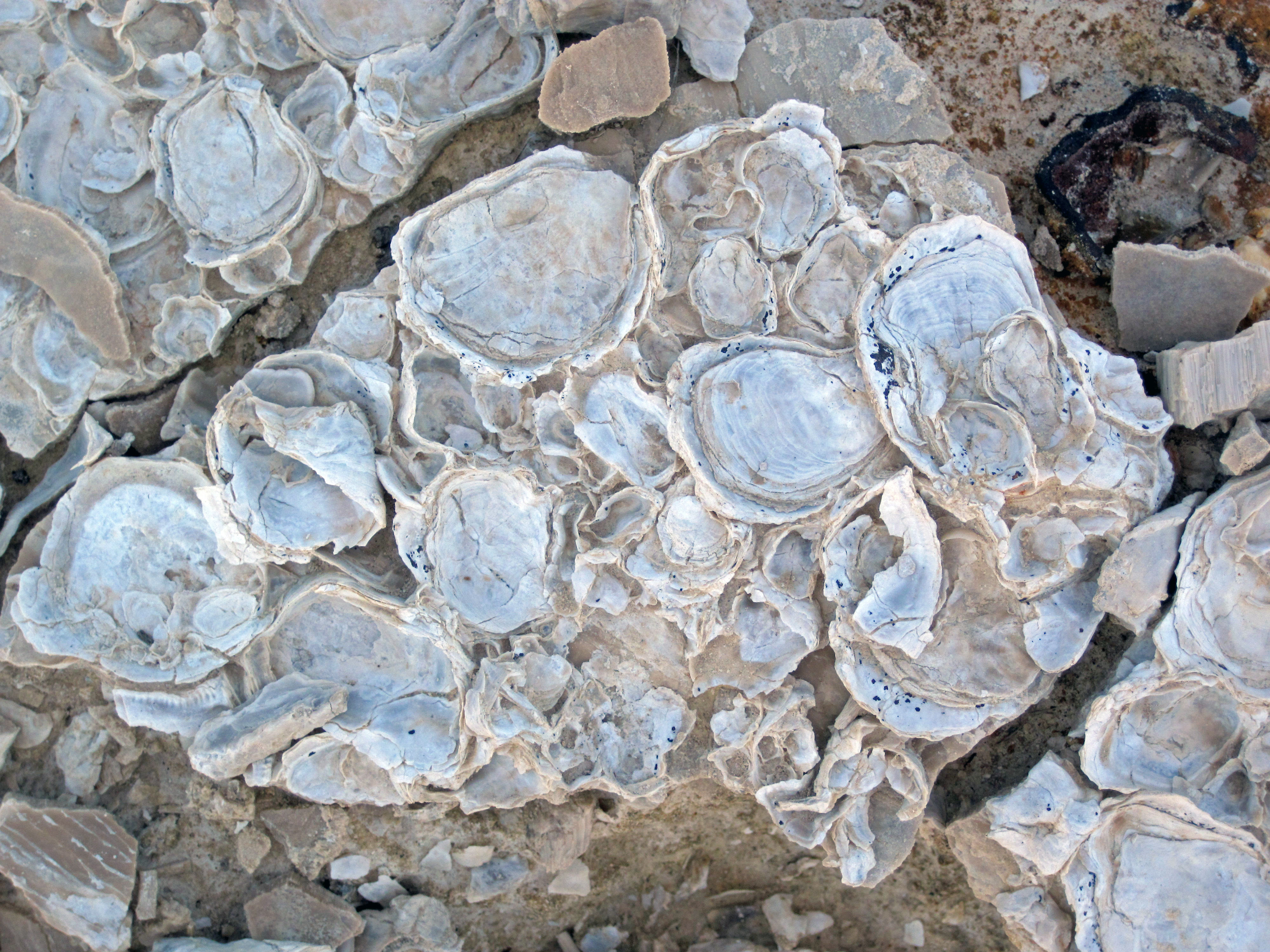
Tapete fóssil de ostras soldadas por uma crosta biológica a caminho de se transformar numa rocha biogénica.
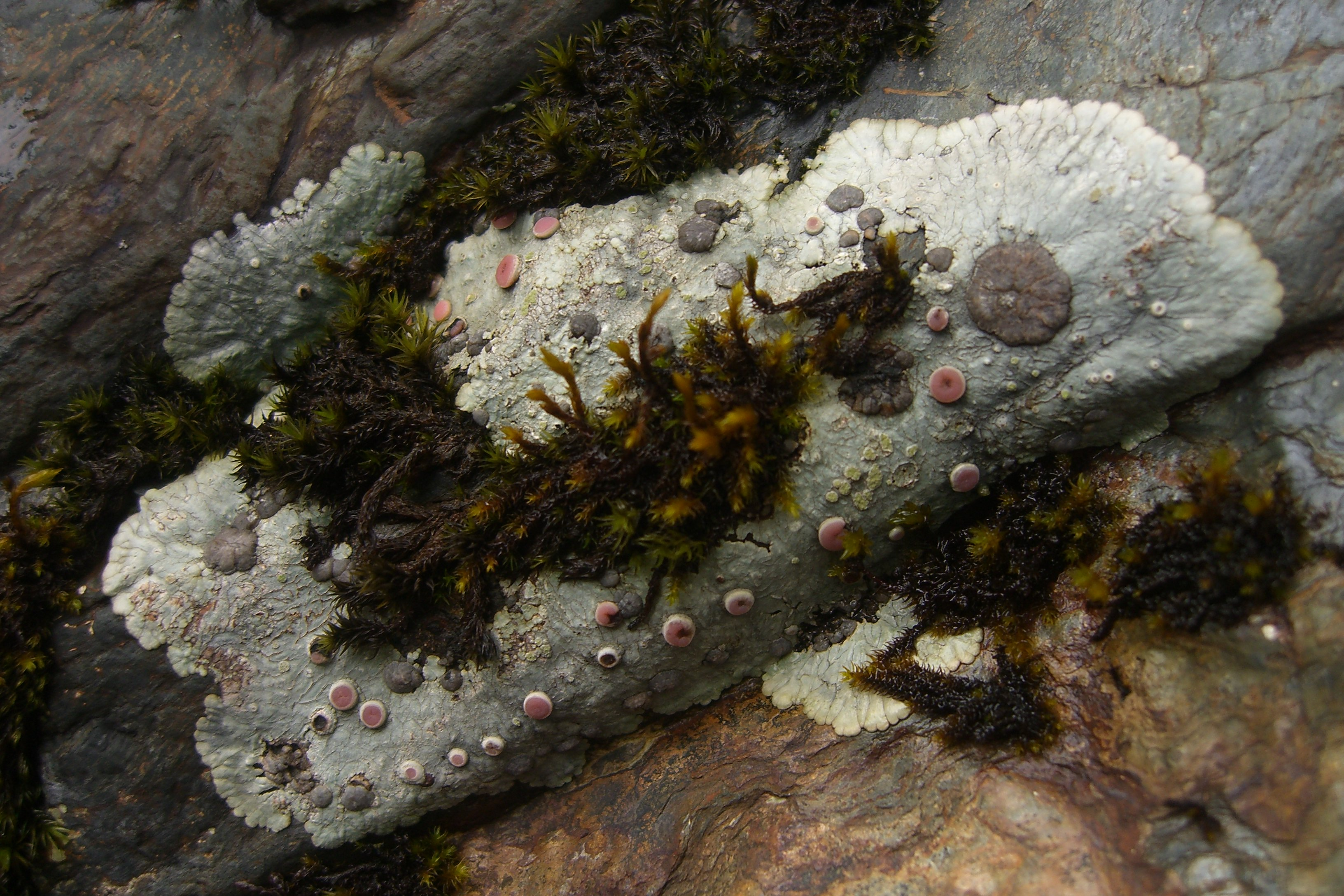
O líquem crustoso (incrustante) do género Placopsis é abundante sobre os basaltos e os granitos. Os líquenes deste género estão entre os poucos que apresentam grandes cefalódias (crescimentos visíveis na foto na forma de pequenas rosetas castanhas, por exemplo, no lado direito), que contêm cianobactérias em vez das algas verdes simbiontes que estão presentes no restante talo.
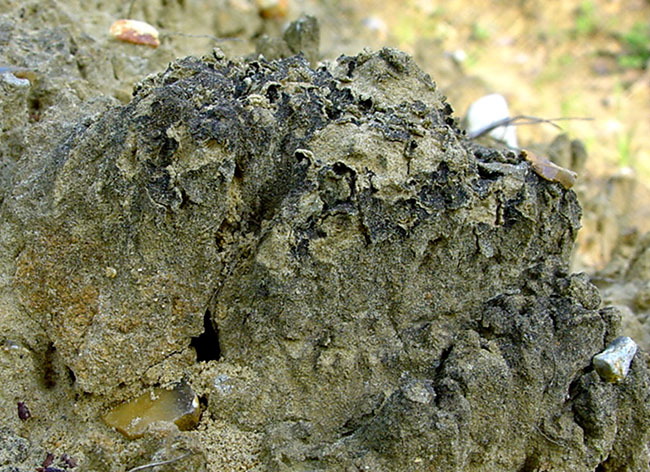
Crosta de algas e bactérias fixando efectivamente a areia sujeita a erosão de uma turrícula feita por uma toupeira. Apesar da chuva, a areia permanece fixa pelo biofilme e pela substância mucilaginosa produzida pelas algas e bactérias.